# Revèl (Alta Garona)
Revèl és un municipi francès del department de l'Alta Garona, a la regió Occitània. Està situat a 50 km a l'est Tolosa i té l'origen urbà en una bastida medieval. En aquest municipi s'hi troba el llac de Saint-Ferréol, que alimenta el Canal del Migdia.